# Alsat-2
Alsat-2 est une famille de deux micro-satellites d'observation de la Terre algériens lancés respectivement en 2010 et 2016. Les deux satellites gérés par l'Agence spatiale algérienne fournissent des images en panchromatique avec une résolution de 2,5 mètres.

## Historique
Début 2006, l'Agence spatiale algérienne signe, dans le cadre de son programme Alsat, un contrat avec EADS Astrium portant sur l'acquisition de deux mini-satellites d'observation de la Terre. Le premier satellite est développé et testé en France, dans les locaux d'EADS Astrium tandis que le second (Alsat-2B) est intégré et testé par les ingénieurs algériens du centre de développement des satellites (CDS) à Oran. 

### Caractéristiques techniques
Alsat-2 est un micro-satellite d'observation de la Terre optique d'une masse d'environ 115 kg ayant une forme parallélépipédique de 60 cm x 60 cm x 100 centimètres. Le satellite est conçu pour une durée de vie de 5 ans. Il utilise une plateforme AstroSat-100 (AS-100) développé partir de la plateforme Myriade utilisée notamment pour les missions du Centre national d'études spatiales (CNES) DEMETER, PARASOL et ESSAIM. Cette plateforme permet d'accueillir une charge utile de 50 kg et de mettre à disposition 50 watts de puissance électrique. AS-100 est une plateforme stabilisée 3 axes. La position dans l'espace est déterminée à l'aide d'une centrale à inertie, d'un magnétomètre, de trois capteurs solaires et d'un viseur d'étoiles. Les changements d'orientation sont réalisés à l'aide de magnéto-coupleurs et de 4 roues de réaction (couple de 0,12 N m s). Un récepteur GPS est utilisé pour déterminer la position et fournir une base temps. Le satellite peut modifier son orientation latéralement de 30° par rapport au nadir en 90 secondes.
Une aile comportant deux panneaux solaires est déployée en orbite. Elle utilise des cellules solaires réalisées à base d'arséniure de gallium qui fournissent 180 watts en fin de vie. L'énergie électrique est stockée dans une batterie lithium-ion d'une capacité de 15 ampères-heures. Le système de propulsion comprend 4 moteurs-fusées à ergols liquides de 1 newton de poussée brulant de l'hydrazine. La quantité d'ergols emportée (environ 4,7 kg) permet de fournir un delta-V de 65 m/s pour les corrections d'orbite. Les données collectées sont stockées dans une mémoire de 60 mégabits et transmises en bande X avec un débit de 60 mégabits par seconde. Deux récepteurs radio fonctionnant en bande S sont utilisés pour programmer les opérations depuis le sol et surveiller le fonctionnement du satellite. L'ordinateur embarqué est un transputer T805 disposant d'un gigabit de mémoire vive DRAM/EDAC et de 8 mégabits de mémoire flash.

## Charge utile
La charge utile est constituée par un instrument unique NAOMI (New AstroSat Optical Modular Instrument). NAOMI est une caméra fournissant des images à haute résolution en panchromatique (2,5 mètres dans la bande spectrale 0,45-0,9 µm) et à résolution plus faible (10 mètres) dans quatre bandes spectrales (bleu, vert, rouge, proche infrarouge). La fauchée a une largeur de 17,5 km. L'instrument a une masse totale avec son électronique et sa mémoire de masse de 18,5 kg. La caméra seule a une masse de 13 kg. 
La partie optique est constituée par un télescope Korsch doté d'une focale de f/16 et une ouverture de 200 mm. La structure du télescope ainsi que les miroirs sont réalisés en carbure de silicium SiC-100. Ce matériau est à la fois solide et léger tout en étant peu sensible aux changements de température. Le détecteur développé par e2v dispose d'un capteur en peigne (en) (pushbroom) comportant 7 000 pixels pour le panchromatique et 1 750 pixels pour chacune des quatre autres bandes spectrales. Pour capturer les images en panchromatique il fonctionne en intégration temporelle (Time Delay Integration).

## Mise en œuvre
Le premier satellite Alsat-2A a été placé en orbite le 12 juillet 2010 en tant que charge secondaire par une fusée indienne PSLV-CA tirée depuis le centre spatial Satish-Dhawan situé près de Chennai dans le sud de l'Inde). Alsat-2B a été lancé le 26 septembre 2016 par une fusée PSLV-CA depuis la même base de lancement. Les deux satellites circulent sur une orbite héliosynchrone de 670 km avec une inclinaison orbitale de 98°.
Les satellites sont contrôlés depuis deux stations terrestres implantées à Ouargla, dans le sud-est algérien et à Arzew  près d’Oran. Ce dernier site comprend également un centre de traitement des images.